# Тимошенко Юрій Трохимович
Ю́рій Трохи́мович Тимоше́нко (сценічний псевдонім Тарапунька; * 2 червня 1919, Полтава, УНР — 1 грудня 1986, Ужгород, УРСР, СРСР) — український радянський актор, кінорежисер, сценарист, артист розмовного жанру. Лауреат Сталінської премії (1950). Народний артист Української РСР (1960).

## Біографія
1937 року закінчив школу № 3; 1941 — Київський театральний інститут. На естраді з 1940.
Під час радянсько-німецької війни виступав разом з Юхимом Березіним на фронті в складі ансамблю пісні й танцю Південно-Західного фронту. Спочатку виступали в образах кухаря Галкіна (Березін) та банщика Мочалкіна (Тимошенко).
Після війни з 1946 в Українській республіканській естраді (з 1959 року — Укрконцерт). У серпні 1946 на Всесоюзному конкурсі артистів естради першої премії удостоєно киян Є. Березіна і Г. Тимошенка (розмовний жанр)[відсутнє в джерелі]. 1950 року отримав Сталінську премію за роль солдата Костянтина Зайченка у фільмі «Падіння Берліна». Певний час виконував монологи під прізвиськом Бублика, аж поки Олександр Довженко не запропонував йому прізвисько міліціонера Тарапуньки. Назва пішла від річки Тарапуньки в Полтаві, де Тимошенко провів своє дитинство. Березіну запропонували псевдонім Штепсель, бо він виконував у той час образ електромонтера. Цей дует був популярним протягом 40 років, його екранізовано також і в кіно.
Був одружений з Ольгою Кусенко та Юлією Пашковською. Нагороджений чотирма орденами, а також медалями.
Помер від серцевого нападу під час гастролей. Похований в Києві на Байковому кладовищі (ділянка № 31).

меморіальна дошка

## Фільмографія
Акторські роботи:
- 1939 — «Шуми, містечко»
- 1949 — «Падіння Берліна»
- 1953 — «Тарапунька і Штепсель під хмарами»
- 1953 — «Калиновий гай»
- 1953 — «Доля Марини»
- 1954 — «Веселі зірки»
- 1955 — «Пригоди з піджаком Тарапуньки»
- 1957 — «Штепсель одружує Тарапуньку»
- 1959 — «У цей святковий вечір»
- 1959 — «Зелений фургон»
- 1962 — «Їхали ми, їхали...»
- 1962 — Кіножурнал «Фітіль», новела «Поїдемо навпростець»/ №2
- 1963 — Кіножурнал «Фітіль», новела «Номенхалтура»/ №9
- 1964 — «Легке життя»
- 1969 — «Викрадення»
- 1970 — «Сміхонічні пригоди Тарапуньки і Штепселя»
- 1971 — «Де ви, лицарі?»
- 1976 — «Від і до»
- 1980 — «Хвилюйтесь, будь ласка» (фільм-концерт)
- 1986 — «Моя хата з краю»

Режисер-постановник:
- 1953 — «Тарапунька і Штепсель під хмарами» (у співавт.)
- 1957 — «Штепсель одружує Тарапуньку» (у співавт.)
- 1962 — «Їхали ми, їхали...» (у співавт.)
- 1963 — Кіножурнал «Фітіль», новела «Номенхалтура»/ №9 (у співавт.)
- 1970 — «Сміхонічні пригоди Тарапуньки і Штепселя»  (у співавт.)
- 1980 — «Хвилюйтесь, будь ласка» (фільм-концерт; у співавт.)
- 1986 — «Моя хата з краю» (у співавт.)

Сценарист:
- 1953 — «Тарапунька і Штепсель під хмарами» (у співавт.)
- 1955 — «Пригода з піджаком Тарапуньки»
- 1957 — «Штепсель одружує Тарапуньку» (у співавт.)
- 1962 — «Їхали ми, їхали...» (у співавт.)
- 1962 — Кіножурнал «Фітіль», новела «Поїдемо навпростець»/ №2 (автор тексту)
- 1963 — Кіножурнал «Фітіль», новела «Номенхалтура»/ №9 (у співавт.)
- 1968 — «Рівно двадцять с гаком» (у співавт.)
- 1970 — «Сміхонічні пригоди Тарапуньки і Штепселя» (у співавт.)
- 1976 — «Від і до» (у співавт.)
- 1980 — «Хвилюйтесь, будь ласка» (фільм-концерт; у співавт.)
- 1986 — «Моя хата з краю» (у співавт.)

## Пам'ять

Могила Юрія Тимошенка

У Києві, на вулиці Рейтарській, 20/24, де в 1983–1986 роках жив Юрій Тимошенко, встановлено меморіальну дошку (бронза; барельєф).
В журналі «Перець» № 10 за 1979 р. розміщено дружній шарж А. Арутюнянца, присвячений 60-річчю актора.